# Липатов, Кузьма Осипович
Кузьма́ О́сипович Липа́тов (1899, Нуча — ок. 1965, Кулебаки) — рабочий, автор воспоминаний о своих встречах с руководителем советского государства Владимиром Ильичём Лениным.

## Биография
Родился в 1899 году в селе Нуче Ардатовского уезда Нижегородской губернии в бедной семье. В возрасте пятнадцати лет поступил в ученики к сапожнику, затем самостоятельно работал сапожником. С января 1917 года работал на Кулебакском металлургическом заводе. С мая 1919 года участвовал в Гражданской войне, сражаясь в составе Красной армии. С апреля 1921 по 1923 годы проходил обучение в Первой школе имени ВЦИК в Москве. За время обучения несколько раз встречался с руководителем советского государства Владимиром Ильичём Лениным. По мотивам этих встреч Липатов позднее написал очерк «Ленин в сердцах людей», который был опубликован в сборнике воспоминаний о Ленине. Несмотря на полученное военное образование, не стал продолжать военную карьеру, а вернулся в сентябре 1923 года на Кулебакский металлургический завод. С 1930 года — член ВКП (б). Работал на заводе, занимая различные хозяйственные и партийные посты, до июля 1955 года, после чего вышел на пенсию. Скончался в Кулебаках около 1965 года.